# Resultados do Carnaval de Manaus em 2016
Nesta página são apresentados todos os resultados do Carnaval de Manaus em 2016.

## Grupo Especial
Notas
| Escola de Samba     | Fantasia | Fantasia | Fantasia | Alegorias e Adereços | Alegorias e Adereços | Alegorias e Adereços | Harmonia | Harmonia | Harmonia | Mestre-Sala e Porta-Bandeira | Mestre-Sala e Porta-Bandeira | Mestre-Sala e Porta-Bandeira | Evolução | Evolução | Evolução | Samba Enredo | Samba Enredo | Samba Enredo | Bateria | Bateria | Bateria | Comissão de Frente | Comissão de Frente | Comissão de Frente | Enredo | Enredo | Enredo | Penalidades | Total |
| ------------------- | -------- | -------- | -------- | -------------------- | -------------------- | -------------------- | -------- | -------- | -------- | ---------------------------- | ---------------------------- | ---------------------------- | -------- | -------- | -------- | ------------ | ------------ | ------------ | ------- | ------- | ------- | ------------------ | ------------------ | ------------------ | ------ | ------ | ------ | ----------- | ----- |
| Primos da Ilha      | 9,6      | 9,7      | 9,3      | 9,5                  | 9,9                  | 9,7                  | 9,2      | 9,7      | 9,4      | 9,8                          | 9,2                          | 9,6                          | 9,7      | 10       | 9,8      | 10           | 9,9          | 10           | 9,7     | 9,9     | 9,7     | 9,8                | 9,9                | 9,9                | 9,7    | 10     | 9,8    | -0,3        | 176,1 |
| Sem Compromisso     | 9,7      | 9,4      | 9,5      | 9,5                  | 9,9                  | 9,8                  | 10       | 9,4      | 9,5      | 9,9                          | 10                           | 10                           | 9,9      | 10       | 10       | 9,9          | 9,8          | 10           | 9,6     | 9,9     | 9,9     | 9,8                | 10                 | 10                 | 9,8    | 10     | 9,8    | -0,9        | 177,0 |
| Unidos do Alvorada  | 9,9      | 9,9      | 9,5      | 9,4                  | 10                   | 9,9                  | 9,5      | 9,8      | 10       | 9,9                          | 10                           | 9,8                          | 9,9      | 9,9      | 9,8      | 10           | 9,9          | 10           | 9,7     | 10      | 9,9     | 10                 | 10                 | 10                 | 10     | 9,8    | 10     |             | 179,1 |
| Reino Unido         | 9,9      | 10       | 10       | 10                   | 10                   | 10                   | 10       | 9,9      | 10       | 10                           | 9,8                          | 9,8                          | 9,9      | 10       | 10       | 10           | 10           | 10           | 9,8     | 10      | 10      | 10                 | 10                 | 10                 | 10     | 10     | 10     |             | 179,8 |
| Aparecida           | 9,9      | 10       | 9,3      | 9,8                  | 10                   | 10                   | 9,8      | 10       | 9,9      | 10                           | 9,8                          | 10                           | 10       | 10       | 9,9      | 10           | 9,9          | 10           | 9,8     | 10      | 10      | 10                 | 10                 | 10                 | 10     | 10     | 9,9    |             | 179,8 |
| A Grande Família    | 10       | 9,8      | 9,5      | 9,5                  | 10                   | 9,8                  | 9,7      | 10       | 10       | 10                           | 10                           | 10                           | 10       | 10       | 9,7      | 10           | 10           | 10           | 9,8     | 9,9     | 9,8     | 9,9                | 10                 | 10                 | 10     | 9,8    | 9,7    |             | 179,1 |
| Vitória Régia       | 9,9      | 10       | 9,4      | 9,5                  | 10                   | 9,8                  | 9,5      | 10       | 9,6      | 10                           | 10                           | 10                           | 9,7      | 9,8      | 10       | 10           | 10           | 10           | 9,6     | 9,8     | 10      | 9,9                | 9,9                | 9,8                | 9,8    | 9,7    | 9,8    |             | 178,3 |
| Andanças de Ciganos | 10       | 9,8      | 9,6      | 9,6                  | 9,9                  | 9,9                  | 9,4      | 9,8      | 9,5      | 10                           | 9,7                          | 9,7                          | 10       | 10       | 9,5      | 10           | 9,7          | 10           | 9,7     | 9,8     | 9,8     | 9,8                | 9,9                | 10                 | 9,8    | 9,3    | 9,5    |             | 177,4 |

Segundo o regulamento da CEESMA, dos 5 blocos de jurados existentes, 2 são descartados por sorteio. Os 3 blocos restantes têm suas notas lidas, com a menor nota sendo descartada. Em 2016, foram lidas as notas dos blocos de jurados A, B e C. 
Classificação Final
| Posição | Escola de Samba     | Pontos | Enredo                                                                          | Situação Final            |
| ------- | ------------------- | ------ | ------------------------------------------------------------------------------- | ------------------------- |
| 1       | Reino Unido         | 179,8  | Na arte de se comunicar, vem meu Reino encantar                                 | Campeãs do Carnaval 2016  |
| 1       | Aparecida           | 179,8  | A Soberana encontra a Majestade e, nesta passarela, eu nunca vi coisa mais bela | Campeãs do Carnaval 2016  |
| 3       | A Grande Família    | 179,1  | Paz no Trânsito                                                                 |                           |
| 3       | Unidos do Alvorada  | 179,1  | Rei Arthur, o Legado de uma Lenda                                               |                           |
| 5       | Vitória Régia       | 178,3  | A Terra do Nunca é Verde e Rosa                                                 |                           |
| 6       | Andanças de Ciganos | 177,4  | A Perfeição das Cores sob o olhar pitoresco do imaginário                       |                           |
| 7       | Sem Compromisso     | 177,0  | O pão nosso de cada dia, que o diabo amassou e Deus consagrou                   |                           |
| 8       | Primos da Ilha      | 176,1  | Sou Berço da Vida, Fonte de Inspiração, Guerreira, Sou Ilha, Sou Mulher!        | Grupo de Acesso A em 2017 |

## Grupo de Acesso A[2]
| Posição | Escola de Samba     | Pontos | Enredo | Situação Final            |
| ------- | ------------------- | ------ | --- | ------------------------- |
| 1       | Vila da Barra       | 179,6  | A Saga de Ziza Martins, Senhora de Si, Mulher Guerreira na Arte de Educar                                   | Grupo Especial em 2017    |
| 2       | Dragões do Império  | 179,5  | Do Rio de Janeiro para Manaus... chegou Sidney Myngal! Sorria! Se tem Carnaval e tem Alegria.....tem Poesia |                           |
| 3       | Balaku Blaku        | 179,4  | O alimento da vida - Fé                                                                                     |                           |
| 4       | Cidade Alta         | 179,2  | Cidade Alta traz a Magia do Passista para a Festa da Malandragem                                            |                           |
| 5       | Beija Flor do Norte | 178,3  | Beija-Flor no Reino do Samba e da Alegria...                                                                |                           |
| 6       | Império da Kamélia  | 176,0  | Oxum na festa das águas claras de Oxalá                                                                     |                           |
| 7       | Império do Havaí    | 175,5  | Quem é Rei nunca perde a Majestade                                                                          | Grupo de Acesso B em 2017 |

## Grupo de Acesso B[2]
| Posição | Escola de Samba       | Pontos | Enredo | Situação Final            |
| ------- | --------------------- | ------ | --- | ------------------------- |
| 1       | Unidos da Cidade Nova | 179,6  | Sou Soberana. Sou Emoção. Sou Alegria, Força, Raça e Paixão. 21 vezes no Pódio da Consagração                          | Grupo de Acesso A em 2017 |
| 2       | Presidente Vargas     | 178,4  | Miscigenação que veste minh'alma, relicário de rara beleza, meu querubim fiel e amado, salve São Gabriel da Cachoeira! |                           |
| 3       | Unidos do Coophasa    | 177,5  | A Sorte está lançada!!! Vamos jogar?                                                                                   |                           |
| 4       | Meninos Levados       | 176,0  | Zé de Cima, o Menino Levado mostra na Avenida a arte de ... fazer sorrir, sonhar e encantar                            |                           |
| 5       | Mocidade da Raiz      | 175,6  | Mocidade Independente da Raiz exalta os grandes carnavais de Andanças de Ciganos                                       |                           |
| 6       | Legião de Bambas      | 175,3  | Bairro Santa Etelvina: um paraíso abençoado por Deus                                                                   | Grupo de Acesso C em 2017 |

## Grupo de Acesso C[2]
| Posição | Escola de Samba     | Pontos | Enredo | Situação Final            |
| ------- | ------------------- | ------ | --- | ------------------------- |
| 1       | Mocidade do Coroado | 179,8  | A Saga de um Ribeirinho Educador ao Grande Governador que se tornou                                                     | Grupo de Acesso B em 2017 |
| 2       | Tradição Leste      | 179,1  | Olimpíadas é Tradição                                                                                                   |                           |
| 3       | Gaviões do Parque   | 176,0  | Na terra da folia, os Gaviões enfrentam a crise com samba, suor e alegria                                               |                           |
| 4       | Leões do Barão Açú  | 176,0  | Olimpíadas na Floresta pra "Caboco" e Gringo ver                                                                        |                           |
| 5       | Império do Mauá     | 175,5  | Sou do Nordeste, Sou Arigó, Sou Cabra da Peste! O Império do Mauá vem cantar a saga da Imigração Nordestina no Amazonas |                           |
| 6       | Ipixuna             | 172,4  | UNE/UBES, a luta pela Juventude                                                                                         |                           |